# Paradiopatra yasudai
Paradiopatra yasudai är en ringmaskart som först beskrevs av Maekawa och Hayashi 1989.  Paradiopatra yasudai ingår i släktet Paradiopatra och familjen Onuphidae. Inga underarter finns listade i Catalogue of Life.